# Schloss Oldershausen

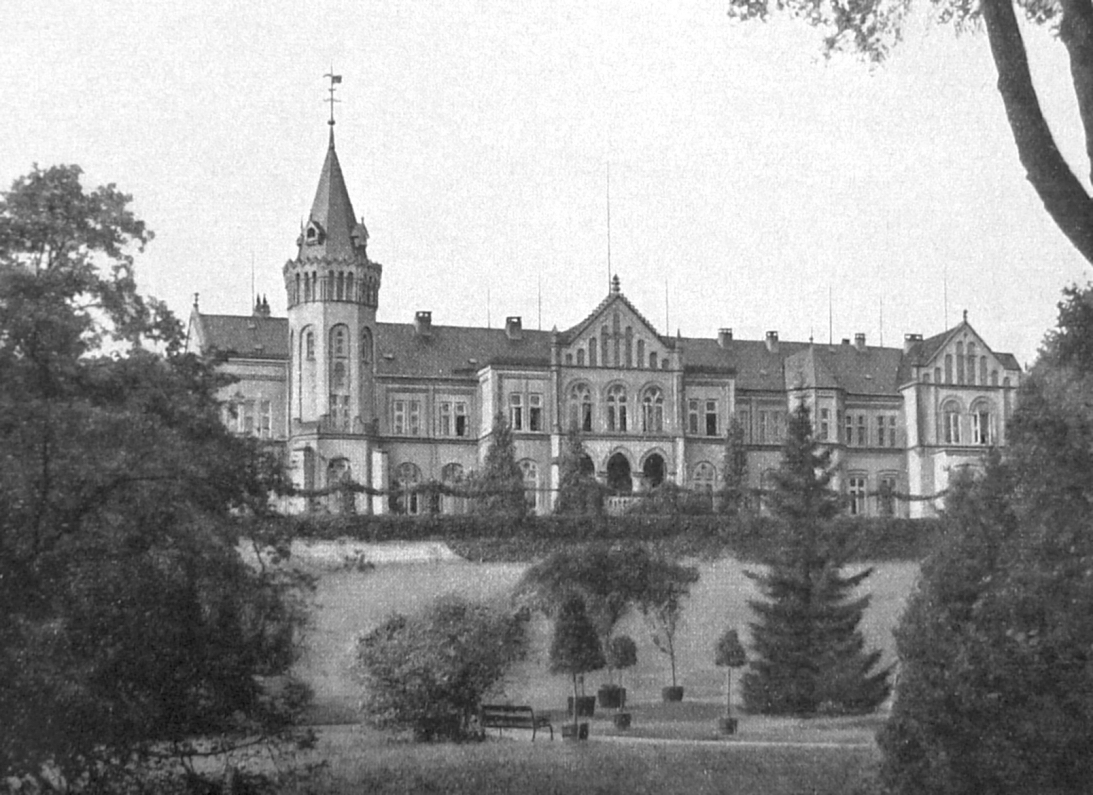
Schloss Oldershausen, 1912

Schloss Oldershausen ist ein im 19. Jahrhundert im neugotischen Stil erbautes Schloss auf dem Rittergut in Oldershausen in Südniedersachsen. Die Familie von Oldershausen als Erbauer bewohnte es bis zum Jahr 1945. Das Schloss gilt als das Wahrzeichen des Ortes, verfällt aber seit den 1980er Jahren zusehends und ist heute ein Domizil für Fledermäuse und Eulen.

## Geschichte
1538 errichtete Adam von Oldershausen einen Adelssitz in der Nähe der heutigen Gutskapelle.
Das Schloss entstand ab 1853 als historischer Neubau in Ziegelbauweise mit einem Eckturm nach einem Vorentwurf des Baumeisters Conrad Wilhelm Hase. Der erste Bauabschnitt wurde 1859 nach Plänen des Architekten Emil Hackländer fertiggestellt. 1877 ließen Burchard von Oldershausen und dessen Sohn Cuno das Schloss durch einen Seitenflügel, ein Portal sowie eine Terrassenanlage nach Plänen des Baumeisters Edwin Oppler erweitern.
Die Familie von Oldershausen bewohnte das Schloss bis zum Ende des Zweiten Weltkrieges. Nach dem Krieg beschlagnahmte es die britische Besatzungsmacht zur Unterbringung ihrer Truppen. Danach diente das Schloss als Unterkunft für Heimatvertriebene. Über 25 Jahre, bis Anfang der 1970er Jahre, befand sich im Gebäude eine Lungenheilstätte. Von dieser bekam das Schloss auch seinen Spitznamen Hustenburg. Im Jahr 1974 verkaufte die Familie von Oldershausen das Schloss. Von 1975 bis 1986 wurde es als Reha-Einrichtung für geistig und körperlich behinderte Kinder genutzt. Seither steht das Anwesen leer. Spätere Versuche, ein Altenheim dort unterzubringen, wurden nicht genehmigt.

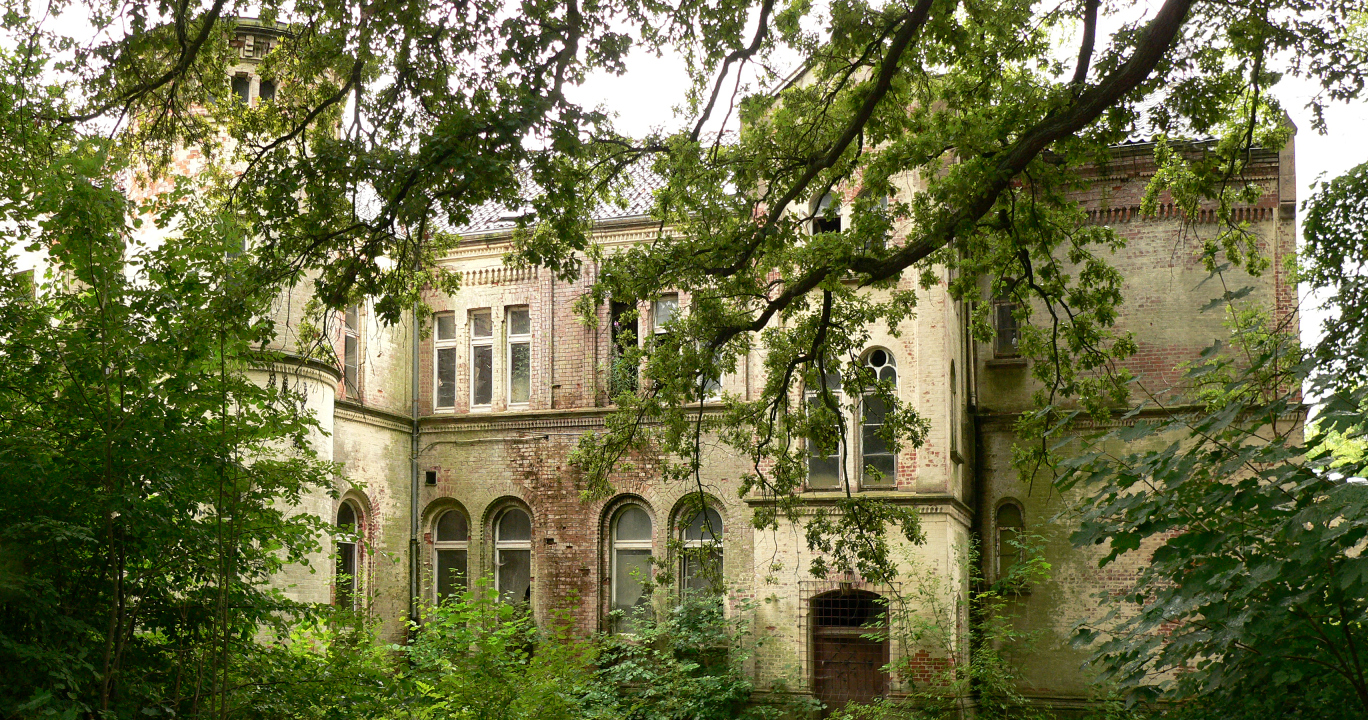
Seitenansicht von Schloss Oldershausen (2013)

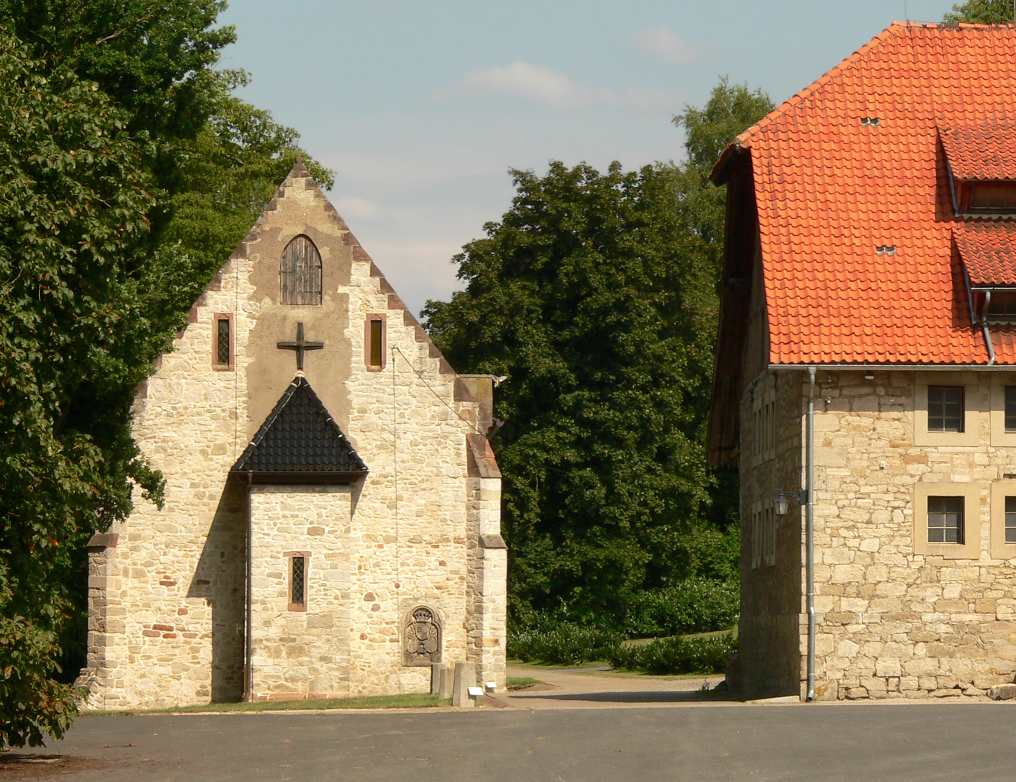
Gutskapelle am Gutshof

2005 erwarb der aus Wiesbaden stammende jetzige Eigentümer das 75 Zimmer Schloss. Er beabsichtigte, den Bau zu erhalten und zu sanieren. Der Denkmalschutz für das weiterhin verfallende Schloss wurde laut einem Medienbericht aus dem Jahre 2019 aufgehoben, obwohl es im Denkmalatlas Niedersachsen weiterhin als Baudenkmal (Stand: 2023) geführt wird. Da keine Nachnutzung gefunden werden konnte, verfällt das neugotische Gebäude immer weiter und die Natur erobert sich die Architektur zurück. Heute ist das Schloss ein Domizil für Fledermäuse und Eulen.
Bis 1974 gehörte zum Schloss Oldershausen noch ein rund 53.000 m² großer Schlosspark und Gutshof mit einer kleinen Kapelle.
Wegen akuter Einsturzgefahr ist das Betreten des Grundstückes und Schlosses untersagt.